# Кавона (Варезе)
Кавона је насеље у Италији у округу Варезе, региону Ломбардија.
Према процени из 2011. у насељу је живело 273 становника. Насеље се налази на надморској висини од 299 м.